# Shanna Swendson
Shanna Swendson é uma escritora americana de romances e literatura feminina. Ela também escreveu sob o pseudônimo de Samantha Carter. Swendson é talvez mais conhecida pela série de romances "Katie Chandler", começando com a publicação de 2005 da Enchanted, Inc.

## Biografia
Embora Swendson tenha se formado em notícias de radiodifusão na Universidade do Texas em Austin, ela se matriculou em uma ampla variedade de cursos que ela pensou que poderiam ajudá-la a se tornar uma romancista de sucesso. Esses cursos incluíam esgrima (útil para romances de fantasia), busca de vida extraterrestre (útil para romances de ficção científica) e parageografia (geografia de terras imaginárias). Após sua formatura, Swendson trabalhou com relações públicas e levou a sério o aprendizado de escrever um romance, ingressando em organizações locais de redação e pesquisando o processo de escrita de romances. Ela completou seus primeiros manuscritos para um concurso, vencendo a categoria ficção científica/fantasia e atraindo a atenção de um editor. Swendson vendeu este romance e outros dois em 1995 para uma editora que insistiu que ela usasse um pseudônimo. Ela escolheu o nome Samantha Carter, em parte porque queria manter sua primeira inicial, mas ter uma última inicial da outra metade do alfabeto, e em parte porque era fã do episódio da série The X-Files que incluía os clones de Samantha. Seu alter ego foi nomeado bem antes da estreia da personagem em 1997 no Stargate SG-1.
Depois de vender mais dois romances, desta vez para a Harlequin Books, Swendson suportou um período de oito anos em que não conseguiu vender nenhum de seus outros trabalhos. Seu novo emprego em uma grande empresa internacional de relações públicas exigia muitas viagens e muitas horas de trabalho, deixando-a com pouco ou nenhum tempo para escrever. Em vez de permitir que ela se demitisse, o supervisor de Swendson pediu-lhe que trabalhasse três quartos do horário e deu-lhe permissão para trabalhar à distância, o que liberou sua agenda o suficiente para que ela pudesse começar a escrever novamente. Contudo, a política da editora começou a surgir e Swendson ficou cada vez menos feliz com o trabalho.
Em 2004, ela vendeu a Enchanted, Inc. para a Ballantine Books. Desde então, Swendson escreveu cinco sequências com a heroína Katie Chandler.
Strike Entertainment está em pré-produção de uma adaptação cinematográfica de Enchanted, Inc. Em janeiro de 2010, Steven Rogers foi contratado para escrever o roteiro. Rogers escreveu os roteiros das comédias românticas Hope Floats, PS I Love You e Kate & Leopold.

## Obras publicadas

### Fantasia romântica
- Enchanted, Inc. (em inglês, maio de 2005, Ballantine Books, ISBN 978-0-345-48125-2)[1][6][7]
- Once Upon Stilettos (em inglês, abril de 2006, Ballantine Books, ISBN 978-0-345-48127-6)[2][12]
- Damsel Under Stress (em inglês, maio de 2007, Ballantine Books, ISBN 978-0-345-49292-0)[8][13][14]
- Don't Hex with Texas (em inglês, abril de 2008, Ballantine Books, ISBN 978-0-345-49293-7)[9]
- Much Ado About Magic (em inglês, setembro de 2012, NLA Digital Liaison Platform LLC, ISBN 978-1-620-51052-0)[15]
- No Quest for the Wicked (em inglês, outubro de 2012, NLA Digital Liaison Platform LLC, ISBN 978-1-620-51056-8)[16]
- Kiss and Spell (em inglês, maio de 2013, NLA Digital Liaison Platform LLC, ISBN 978-1-620-51078-0)[17]
- Frogs and Kisses (em inglês, dezembro de 2016, NLA Digital Liaison Platform LLC, ISBN 978-1-620-51256-2)
- Enchanted Ever After (em inglês, julho de 2019, publicado de forma independente, ISBN 978-1-079-31713-8)

### Conto de fadas
- A Fairy Tale (em inglês)
- To Catch a Queen (em inglês)
- A King of Magic (em inglês)

### Ensaios
Swendson contribuiu com ensaios que aparecem nos seguintes livros:
- Flirting with Pride and Prejudice (em inglês, coautoria de Jennifer Crusie, setembro de 2005, BenBella Books, ISBN 978-1-932100-72-3)
- Welcome to Wisteria Lane (em inglês, sobre a série de TV Desperate Housewives; coautoria de Leah Wilson, maio de 2006, BenBella Books, ISBN 978-1-932100-79-2)
- So Say We All (em inglês, sobre a série de TV Battlestar Galactica; coautoria de Richard Hatch, outubro de 2006, BenBella Books, ISBN 978-1-932100-94-5)
- Everything I Needed to Know About Being a Girl I Learned from Judy Blume (em inglês, coautoria de Jennifer O'Connell, junho de 2007, Pocket Books , ISBN 978-1-4165-3104-3)
- Perfectly Plum (em inglês, sobre a detetive fictícia Stephanie Plum; coautoria de Leah Wilson, junho de 2007, BenBella Books, ISBN 978-1-933771-04-5)
- Serenity Found: More Unauthorized Essays on Joss Whedon's Firefly Universe (em inglês, coautoria de Jane Espenson, outubro de 2007, BenBella Books, ISBN 978-1-933771-21-2)

### Romance
- A Storybook Hero (em inglês, março de 1993, Avalon Contemporary Romance, ISBN 978-0-8034-8985-1)
- Love's Best Friend (em inglês, dezembro de 1993, Avalon Contemporary Romance, ISBN 978-0-8034-9002-4)
- Runaway Hearts (em inglês, junho de 1994, Avalon Contemporary Romance, ISBN 978-0-8034-9054-3)
- Dateless in Dallas (como Samantha Carter) (em inglês, setembro de 1996, Silhouette Yours Truly, ISBN 978-0-373-52030-5)
- The Emergency Stand-By Date (como Samantha Carter) (em inglês, fevereiro de 1998, Silhouette Yours Truly, ISBN 978-0-373-52063-3)

### Infantojuvenil
- 2015: Rebel Mechanics: All is Fair in Love and Revolution (em inglês), ISBN 978-0-374-30009-8
- 2016: Rebel Magisters (em inglês)
- 2017: Rebeldes em Ascensão (em inglês)